# Stephensia shanorii
Stephensia shanorii är en svampart som först beskrevs av Gilkey, och fick sitt nu gällande namn av Gilkey 1962. Stephensia shanorii ingår i släktet Stephensia och familjen Pyronemataceae.   Inga underarter finns listade i Catalogue of Life.